# Lista över rollfigurer i Sailor Moon
Följande är en lista över rollfigurer i Sailor Moon i animen och mangan.

## Sailor Moon (Annie Tsukino)
Annie Tsukino (Usagi Tsukino på japanska) är en helt vanlig 14-årig tjej, som har problem med skolan och kärleken. En dag träffar hon en magisk katt, Luna, som berättar för henne att hon egentligen är Sailor Moon, en hjältinna som måste bekämpa de onda krafter som hotar jorden. Mot sin vilja förvandlas Annie till Sailor Moon, efter att ha uttalat de magiska orden: "Månprisma, förvandla mig". Hon tvingas slåss mot ondskefulla demoner från det Mörka Kungariket. Demonerna är ute efter att stjäla människors energi så att de kan väcka sin slumrande härskare.

## Sailor Chibi Moon (Chibusa)
Chibiusa/Chibosa är Neo-drottning Serenitys dotter från framtiden. Anledningen till att hon kallas Chibiusa/Chibosa är att hon heter Usagi Serenity Tsukino (som sin mor) och Chibi betyder "liten". Om man tar bort "gi" i "Usagi" och lägger "chibi" före så blir det Chibiusa. I Sailor Moon R (den andra Sailor Moon-säsongen) dyker hon upp för första gången. Där får Usagi/Annie och Mamoru reda på att hon är deras dotter och att hon behöver hjälp med att rädda sina föräldrar (Usagi och Mamoru i framtiden) och deras framtida kungarike från "Svarta Månklanen". Hon blir också förvandlad till Black lady, som ser ut som en vuxen Chibiusa och tror att ingen älskar henne.

## Inre solsystemets soldater
Inre solsystemets soldater (japanska: 内部太陽系戦士?, naibu taiyōkei senshi) förkortas av fansen ofta till inre soldater (japanska: 内部戦士?, naibu senshi).

### Sailor Mercury (Ami Mizuno)
Ami Mizuno går på samma skola som Annie. Hon är ett riktigt geni som har högsta betyg i nästan alla ämnen, men trots detta är hon inte lycklig. Detta beror på att ingen tycker om henne eftersom hon är så duktig i allt hon gör. En dag får dock Annie upp ögonen för henne, och de två blir vänner. Inte långt efteråt visar det sig att Ami är en av Sailor-hjältinnorna: Sailor Mercury, väktare av planeten Merkurius med makt över vatten och is.

### Sailor Mars (Rei Hino)
Rei Hino bor med sin farfar i (氷川神社) Hikawa-jinja, en shintohelgedom i utkanten av Tokyo. Hon är mycket spirituell, och uppträder ofta mycket mystiskt. Hon går i en privatskola för endast flickor, men Annie och Ami kommer i kontakt med henne under en av sina strider med det Mörka Kungariket. Rei visar sig vara en Sailor-hjältinna: Sailor Mars, väktare av planeten Mars med makt över eld.
Rei känner ofta på sig när något hemskt är på väg att hända. Hon är dessutom ganska aggressiv, vilket betyder att hon mer än gärna ger sig in i striden mot det Mörka Kungariket. I senare episoder får man även reda på att Rei är duktig på att sjunga och åka skidor.

### Sailor Jupiter (Mako Kino)
Mako Kino (Makoto Kino på japanska) är en lång, pojkflicka tjej som börjar på Annies och Amis skola. Precis som med Ami är det inte många som tycker speciellt bra om Mako, eftersom det ryktas att hon blev utslängd från sin förra skola på grund av att hon slogs mycket med elever. Men efter att Mako har räddat Annie från ett gäng bråkstakar blir de två vänner, och det dröjer inte länge förrän Mako visar sig vara en Sailor-hjältinna: Sailor Jupiter, väktare av planeten Jupiter med makt över blixt och åska.
Mako är mycket stark och ger sig gärna in i slagsmål med fiender, trots att fienden oftast är bra mycket starkare än vad hon är. Hon är inte rädd för att visa vad hon går för, vilket gör henne till en av de tuffaste Sailor-hjältinnorna. Anledningen till att hon har tvingats bli så tuff är att hon har växt upp alldeles ensam; hennes föräldrar dog i en flygplansolycka när hon var liten.

### Sailor Venus (Arianne Aino)
Arianne Aino (Minako Aino på japanska) är den sista att ansluta sig till det "inre" Sailorteamet. Hon har innan dess bekämpat brottslingar, men då på egen hand och under namnet Sailor V.
Arianne har katten Artemis som rådgivare och sällskap.

## Yttre solsystemets soldater
Yttre solsystemets soldater (japanska: 外部太陽系戦士?, gaibu taiyōkei senshi) förkortas ofta (framför allt av fans) till yttre soldater (japanska: 外部戦士?, gaibu senshi).

### Sailor Pluto (Setsuna Meioh)
Setsuna Meioh introducerades sent i Sailor Moon R som väktaren av Tidens Port. Pluto har ett väldigt starkt band med Chibusa. I Sailor Moon S lämnar hon Tidens Port och börjar slåss tillsammans med Sailor Uranus & Sailor Neptunus eftersom hon bär på en talisman, (en kula ), precis som Sailor Uranus (ett svärd) och Sailor Neptunus (en spegel), som ska bilda den heliga graal.

### Sailor Uranus (Haruka Tenoh)
Haruka Tenoh syns oftast ihop med Sailor Neptunus (Kaioh Michiru). Hon blir misstagen för man då hon träffar Annie och de andra, då hon klär sig som en man och har en mörk röst. Detta misstag reder sedan ut sig men det hindrar inte Mako från att bli kär i Haruka till resten av teamets stora chock (men det är ett missförstånd, Mako beundrar bara Haruka).

### Sailor Neptunus (Michiru Kaioh)
Michiru Kaioh är Haruka Tenohs flickvän och de slåss alltid tillsammans. Hennes andra identitet är Sailor Neptune och hon styr över havet. Hon spelar fiol väldigt bra och är mycket vänlig och mild, men hårdare när hon slåss.

### Sailor Saturn (Hotaru Tomoe)
Hotaru Tomoe är en av de minsta men kraftfullaste sailorsoldaterna. Hennes första framträdande var i Sailor Moon S då hon från början blev vän med Chibiusa. Hon kämpade från början tillsammans med Sailor Pluto, Neptunus och Uranus men senare med Sailor moon och de andra soldaterna. Hon kan verka väldigt blyg och söt men vid fel tillfälle kan hon bli mycket destruktiv. I slutet av Sailor Moon Super S eller Star kämpar hon och Sailor Moon om fred på jorden, dock vill Sailor Moon ha fred och Sailor Saturn vill att Chibiusa får ett bra liv, vilket slutar med att Sailor Moon vann och får tillbaka sina vänner som försvunnit under den tidigare kampen.

## Skurkar
Dessa rollfigurer har förekommit i Sverige och översatts till svenska.

### Det Mörka Kungariket
Det Mörka Kungariket förekommer i första säsongen av animeserien. Det är en mörk, kall plats med svart ljus och böljande energi bebodd av demoner med övernaturliga krafter. Riket styrs av Drottning Morga som under serien anlitar de "Fyra Stora" (Shitennō) Jedyte, Neflite, Zoisite och Lord Kunta. De är hennes generaler och deras uppdrag är att överta Jorden genom att leta efter Silverkristallen men eftersom de inte kan hitta den försöker Drottning Morgas generaler Jedyte och senare Neflite att samla mänsklig energi.

### Drottning Morga
Drottning Morga (Queen Beryl i japanska originalet) är den stora antagonisten i den första säsongen. Hon är drottning över det Mörka Kungariket, men lyder under den ännu mäktigare drottning Metalia. Till sin hjälp har hon "De Fyra Stora", fyra generaler som slåss inbördes om bättre ställningar och favörer i det Mörka Kungariket.

### Jedyte
Jedyte är Drottning Morgas förste general.   Han var den förste generalen från det Mörka Kungariket som fick i uppdrag att samla energi från människorna på Jorden. När han väl hittat ett lämpligt offer sände han ut en av sina demoner för att hämta energin. Men även om det ibland verkade som om han verkligen skulle lyckas med sina ondskefulla planer, dök alltid Sailor Moon upp i sista sekunden och stoppade honom. När sedan Sailor Mercury och Sailor Mars också dök upp fick Jedyte det ännu svårare. Morga dödar honom efter att han misslyckats med att mörda Månhjältinnorna. Jedyte deltog i förstörelsen av Månkungadömet. Namnet kommer av ädelstenen Jadeit.

### Neflite
Neflite är Jedytes efterträdare. Han tog över efter Jedytes död, men han använde sig inte av samma metoder som sin föregångare. Neflite valde med hjälp av stjärnorna ut den person som hade den högsta energin, och sedan gav han sig ut bland människorna på Jorden i form av den snygge playboyen Masato Sanjouin. När han funnit sitt offer placerade han en demon i det föremål som användes mest av personen. Ju mer föremålet användes, desto mer energi samlades i det. När energin slutligen nådde sin topp lämnade demonen föremålet för att ta hand om energin, och ta med sig den tillbaka till det Mörka Kungariket.

### Zoisite[17]
I den svenska och engelska dubbningen är Zoisite en kvinna, men i originalversionen är Zoisite en man. Zoisite har ett förhållande med Lord Kunta. Han hjälpte alltid Zoisite när hon hamnade i situationer som hon inte klarade av själv. Efter att ha lyckats med sin plan att göra sig av med Neflite tog Zoisite över jobbet att finna Silverkristallen.
Karaktären är uppkallad efter Zoisit.

### Lord Kunta
Kunta är Neflites rival och Zoisites älskade. Han är den farligaste av alla generalerna i Det Mörka Kungariket. Han är stark nog att slåss med alla månhjältinnorna ensam. Han hade ett förhållande med Zoisite och konspirerade ofta med henne. Efter Zoisites död svor han hämnd mot Sailor-hjältinnorna. Han lyckades kidnappa Mamoru och hjärntvättade honom. Efteråt förvandlades Mamoru till en ond version av sitt sanna jag, Prins Endymion av Jorden.

### Ale och Ann
Ale och Ann medverkar under den andra säsongen av animeserien. Det är två utomjordingar som är tillsammans med en "förälder" kallad Djävulsträdet. Eftersom Ale och Ann lever på energi använder de Cardians och samlar ihop mänsklig energi för de ska överleva.

### Svarta Månen
Skurkarna i större delen av den andra säsongen (Sailor Moon R).